# Lourenço Peixoto Cirne
Lourenço Peixoto Cirne, nascido em Viana do Castelo e morador em Lisboa, fidalgo da Casa Real, cavaleiro da Ordem de Cristo, familiar do Santo Ofício (1622), capitão-mor do "cavo do navios" da Armada da Índia (1626-1629), governador de Rio Grande {patente real de 21.08.1609}, morgado da Caparica e da Costa do Castelo, instituído pelo seu irmão deputado da Mesa da Consciência e Ordens e designado por "Morgado dos Peixotos Cirnes", cuja sede era o Palácio da Costa, em Lisboa.
" ... serviu em muitas armadas e foi coronel de um terço de Lisboa, e foi capitão-mor do Rio Grande e sua conquista, passou à Índia em 1626 nomeado almirante daquela viagem e logo feito capitão-mor".
Ao ser nomeado capitão-mor da Capitania do Rio Grande e com ela a direcção do Forte dos Reis Magos, por carta 21 de agosto de 1609 ao começo de outubro de 1613, foi substituir Jerónimo de Albuquerque Maranhão e depois passou o governo a Francisco Caldeira Castelo Branco
Morreu na "volta do Sargaço".

## Dados genealógicos
Era filho de Gaspar da Rocha Peixoto, escrivão da alfandega de Viana, agente de D. João III de Portugal a Roma ao Papa Paulo III, que jaz na Colegiada de Viana do Castelo e de D. Maria Ribeiro Cirne, filha de João Álvares Ribeiro, o Velho, e de Elena ou Helena  Cirne.
Casou com: D. Maria Sequeiros e Vasconcelos, filha herdeira de Cristóvão Sequeiros e Alvarenga ou Cristóvão de Sequeira de Alvarenga, natural de Lamego, que tinha o hábito da Ordem de Cristo, que também serviu na Índia como capitão de navios no ano de 1612 e que jaz em São Francisco de Lamego e de Brites Pais Maciel, natural de Viana, filha de João Pais Maciel, mestre da Carreira da Índia, e de Leonor da Guarda Maciel, ambos naturais de Viana.
Teve:
- Cristóvão Peixoto, sem geração
- Domingos Ribeiro Cirne Peixoto, chantre na Sé de Coimbra.
- Manuel Peixoto Cirne da Silva, Fidalgo da Casa Real, Cavaleiro da Ordem de Cristo.
- Pedro Peixoto  (n. Lisboa - m. 8 de outubro de 1686), padre jesuíta e genealogista.[16][14]